# 海盗王国
《海盗王国》（英語：Crossbones）是一部由Neil Cross创造的美国电视剧，基于Colin Woodard的小说《The Republic of Pirates》创作。2012年5月14日全国广播公司宣布直接预订本剧。後延期至2014年5月30日開播。
2014年7月24日，NBC宣布，該劇已被取消，最後兩集從時間表中刪除。但這兩集後來是在2014年8月2日播出。